# Ватерлоо (містечко, округ Джефферсон, Вісконсин)
Ватерлоо (англ. Waterloo) — місто (англ. town) в США, в окрузі Джефферсон штату Вісконсин. Населення — 867 осіб (2020).

## Демографія
Згідно з переписом 2010 року, у місті мешкало 909 осіб у 339 домогосподарствах у складі 264 родин. Було 365 помешкань
Расовий склад населення:
| - 98,1 % — білих - 0,4 % — азіатів - 0,3 % — чорних або афроамериканців - 0,1 % — корінних американців |

До двох чи більше рас належало 0,3 %. Частка іспаномовних становила 2,0 % від усіх жителів.
За віковим діапазоном населення розподілялося таким чином: 25,1 % — особи молодші 18 років, 62,9 % — особи у віці 18—64 років, 12,0 % — особи у віці 65 років та старші. Медіана віку мешканця становила 42,8 року. На 100 осіб жіночої статі у місті припадало 106,6 чоловіків; на 100 жінок у віці від 18 років та старших — 110,2 чоловіків також старших 18 років.
Середній дохід на одне домашнє господарство становив 104 829 доларів США (медіана — 104 531), а середній дохід на одну сім'ю — 114 311 долар (медіана — 112 768). Медіана доходів становила 61 250 доларів для чоловіків та 48 611 долар для жінок. За межею бідності перебувало 2,6 % осіб, у тому числі 3,8 % дітей у віці до 18 років та 2,8 % осіб у віці 65 років та старших.
Цивільне працевлаштоване населення становило 640 осіб. Основні галузі зайнятості: виробництво — 25,5 %, освіта, охорона здоров'я та соціальна допомога — 14,1 %, роздрібна торгівля — 11,1 %.